# 密花杜若
密花杜若（学名：Pollia thyrsiflora）是鸭跖草科杜若属的植物。分布在印度、中南半岛、印度尼西亚、菲律宾、巴布亚新几内亚以及中国大陆的海南、云南等地，多生长在山谷林内潮湿土壤上，目前尚未由人工引种栽培。